# Armoriale dei comuni del libero consorzio comunale di Caltanissetta
Questa pagina contiene le armi (stemmi e blasonature) del libero consorzio comunale di Caltanissetta e dei suoi 22 comuni.
| Stemma | Comune e blasonatura | Gonfalone |
| ------ | --- | --------- |
|        | Acquaviva Platani Banda azzurra, al leone naturale, coronato d'oro, attraversante la banda, poggiato con la branca posteriore sinistra su di un monte di verde all'italiana. Ornamenti esteriori del Comune. Gonfalone: drappo quadrangolare partito di rosso e di azzurro… |           |
|        | Bompensiere D'azzurro alle tre bande d'argento, all'albero attraversante al naturale sradicato e fruttifero di sette d'oro. Ornamenti esteriori da Comune. Gonfalone: Drappo di azzurro… |           |
|        | Butera Un'aquila coronata in nero, che porta nel petto uno scudo in campo azzurro con un castello in oro e due mazzi di frecce d'argento di tre ciascuno in piè al Castello; l'aquila stringe con gli artigli un nastro sul quale si leggono le lettere U.I.C.B. (Universitas Invictissimæ Civitatis Buteræ). |           |
|        | Caltanissetta Fortezza a tre torri merlate, in oro su campo rosso, sormontato da una corona araldica antica. Da una delle tre torri, la laterale a destra guardando, esce la testa di un guerriero con elmo in testa e visiera alzata, mentre dall'altra torre, a sinistra guardando, esce una mano che impugna la spada. Gonfalone: Stendardo composto da una croce vermiglia delimitata in basso da colori verde e giallo e in alto bianco a sinistra e turchino a destra. Al centro della croce vermiglia, un'aquila reale porta in petto lo stemma di città. Sulla testa dell'aquila c'è una corona araldica. Con gli artigli l'aquila ghermisce due cornucopii dai quali fuoriescono spighe di grano e frutta. |           |
|        | Campofranco |           |
|        | Delia A forma di scudo delineato da striscia dorata, ha sfondo azzurro riportante una torre a due merlature con in basso un portone. La torre poggia su un elemento curvo di colore verde delineato da striscia dorata. I contorni della torre e l'elemento pietra sono rappresentati in colore giallo dorato, lo sfondo diviso in due bande verticali bleu e rosso; nella parte in alto a sinistra, sono raffigurate tre spighe di grano intrecciate di colore dorato; lo stemma trovasi tra due rami di cui uno a foglie lanceleolate (ulivo) di colore giallo e verde a sinistra sulla parte bleu, l'altro di alloro a foglie verdi contornate di giallo dorato, sulla parte rossa. I rami sono intrecciati in basso da un fiocco tricolore. Gonfalone: Telo a due bande verticali di colore bleu a sinistra e rosso a destra. Reca in alto, orizzontalmente e centralmente, la scritta dorata "Comune di Delia"; sotto la scritta, sempre al centro, lo stemma comunale. |           |
|        | Gela Aquila sveva, col capo rivolto a destra sormontato dalla corona ducale e con le zampe poggianti su due colonne doriche Gonfalone: Drappo color cremisi con ricamati in oro lo stemma e il nome "Città di Gela". L'asta è sormontata dalla scultura raffigurante l'aquila sveva poggiante su due colonne doriche. |           |
|        | Marianopoli Di grigio alla torre civica, caricato di due fronde intrecciate di quercia, soprastante corona con torri, tre visibili, alternate gemme preziose, cinque visibili. Gonfalone: Di colore azzurro il drappo, riccamente ornato di ricami dorati, caricato dello stemma civico, sostenuto da due fronde intrecciate, l'una a destra di quercia, l'altra a sinistra di alloro, con l'iscrizione dorata: Comune di Marianopoli, retto da asta verticale, fregiato di nastri tricolorati dei colori nazionali, e nastri di colore azzurro frangiati in argento con scritte in oro, a destra Comune, a sinistra Marianopoli. |           |
|        | Mazzarino Gonfalone: Drappo di azzurro… |           |
|        | Milena D'azzurro, al leone d'oro, posto su di un monte di tre cime al naturale, fondato in punta. D.P.R. del 12 aprile 1965 Gonfalone: Drappo partito di giallo e di azzurro. D.P.R. del 12 aprile 1965 |           |
|        | Montedoro Tre brocche (pignatelle) disposte a triangolo con alla base il simbolo araldico di Monte di colore Croco-oro, il tutto posto all'interno di uno scudo con sfondo azzurro sormontato da una corona. Gonfalone: drappo di azzurro… |           |
|        | Mussomeli D'azzurro a tre torri d'argento merlate alla guelfa, aperte e finestrate di nero; la centrale più alta, cimate da tre api d'oro, male ordinate; le api sormontate dal monogramma di Maria, cimato da corona ordinate sei a destra in banda sei a sinistra in sbarra, il tutto al naturale. D.P.R. del 1º luglio 1952 Gonfalone: drappo di azzurro… |           |
|        | Niscemi Di verde, all'aquila di nero, con la testa in banda, allumata e linguata di rosso, coronata con corona all'antica di cinque punte visibili, d'oro, l'aquila attraversata sul petto dallo scudetto di rosso, caricato dalla torre d'oro, murata di nero, e afferrante con gli artigli la lista bifida d'argento, caricata dalle lettere maiuscole V e N, puntate, di nero. Ornamenti esteriori da Comune. D.P.R. del 24 aprile 2000 Gonfalone: Drappo di rosso, riccamente ornato di ricami d'argento e caricato dallo stemma comunale con l'iscrizione centrata in argento, recante la denominazione del Comune. Le parti di metallo e i cordoni saranno argentati. L'asta verticale sarà ricoperta di velluto rosso con bullette argentate poste a spirale. Nella freccia sarà rappresentato lo stemma del Comune e sul gambo inciso il nome. Cravatta con nastri tricolorati dai colori nazionali frangiati d'argento.                                             |           |
|        | Resuttano D'azzurro al mastio di fortezza d'oro fondato di verde, chiuso, finestrato, murato di nero e merlato di 5 alla ghibellina. Ornamenti esteriori da Comune Gonfalone: Drappo partito, di giallo e d'azzurro, riccamente ornato di ricami d'argento e caricato dello stemma comunale con l'iscrizione centrata in argento: Comune di Resuttano. Le parti di metallo ed i cordini saranno argentati. L'asta verticale verrà ricoperta di velluto dei colori del drappo, alternati, con bullette argentate poste a spirale. Nella freccia sarà rappresentato lo stemma del Comune e sul gambo inciso il nome. Cravatta e nastri tricolorati dai colori nazionali frangiati d'argento. |           |
|        | Riesi |           |
|        | San Cataldo "Troncato nel I di verde, all'insegna della croce greca d'oro; nel II di verde a cinque spighe crociate al naturale". Lo stemma sopra descritto è sormontato dalla corona della Città (art. 15 reg. 13.04.1905 n. 234) nonché dal manto (consistente in un drappo di velluto porpora soppannato di ermellino) movente dalla corona e accollato allo scudo, annodato ai lati in alto con cordoni d'oro. Gonfalone: Drappo di verde bordato di rosso… |           |
|        | Santa Caterina Villarmosa Un'aquila sormontata da una corona reale con al collo altra corona di casato. |           |
|        | Serradifalco D.P.R. del 14 gennaio 1970 |           |
|        | Sommatino Troncato; nel primo di rosso alle due fasce ondate, fortemente diminuite d'argento; nel secondo d'azzurro ai due pali d'argento. Ornamenti esteriori da Comune. Gonfalone: Drappo troncato di azzurro e di rosso. D.P.R. del 2 aprile 1990 |           |
|        | Sutera Di rosso, ai sei monti d'oro, sovrapposti uno all'altro in due file, sormontati da una corona pure d'oro all'antica; al Capo del Littorio; Motto: Sutera ingens ac subtilissima civitas. Ornamenti esteriori da Città. DCG del 18 novembre 1934 Gonfalone: Drappo di rosso… |           |
|        | Vallelunga Pratameno Gonfalone: drappo di azzurro… |           |
|        | Villalba D'argento al palmizio di verde nodrito sulla campagna dello stesso sostenuto da due leoncini al naturale, affrontati: accostato verso il capo da due cornucopie al naturale affrontate. R.D. del 16 maggio 1901. Gonfalone: Drappo di verde con la bordatura di bianco, riccamente ornato di ricami d'argento e caricato dallo stemma comunale con la iscrizione centrata in argento, recante la denominazione del Comune. Le parti di metallo ed i cordoni saranno argentati. L'asta verticale sarà ricoperta di velluto dei colori del drappo, alternati, con bullette argentate poste a spirale. Nella freccia sarà rappresentato lo stemma del Comune e sul gambo inciso il nome. Cravatta con nastri tricolati dai colori nazionali frangiati d'argento. |           |